# Бюрга, Жиль
Жиль Бюрга (фр. Gilles Burgat; 16 ноября 1961, Альбервиль) — французский мототриалист, чемпион мира по мототриалу 1981 года, 3-кратный чемпион Франции, 3-кратный победитель «Триала Наций» в составе команды Франции.

## Спортивная карьера
Отец Жиля Бюрга увлекался лошадьми и в какой-то момент решил попробовать свои силы в езде на мотоцикле, купив 150-кубовую Yamaha. Он катал маленького Жиля, и с этого началось увлечение последнего мотоциклами. Когда Жилю было 11 лет, отец купил ему 50-кубовый мопед Peugeot, который через несколько месяцев сменился на аналогичный Yamaha, а позже на полноценный триальный мотоцикл Montesa 123 Cota.
В 1974 году Бюрга впервые принял участие в триале, а в 1975 году одержал первую победу на локальном уровне. Бурга начал профессиональную карьеру; известный французский триалист Шарль Кутар познакомил перспективного парня с руководством итальянской команды SWM, и в 1978 году Бюрга на SWM выиграл молодёжный чемпионат Франции. Его менеджером выступал отец, Пьер Бюрга, а тренером — Кутар. В 1979 году он выиграл чемпионат Франции среди юниоров, а в 1980-м — «взрослый» чемпионат (первый из трёх) и заодно дебютировал в Чемпионате мира. Годом позже он провёл невероятный сезон, со второй попытки став Чемпионом мира по мототриалу. На момент завоевания титула Бурга было 19 лет — он стал самым молодым чемпионом мира в истории.
В 1982 году Бюрга перешёл из команды SWM в Fantic, но повторить успех не сумел: это было начало трёхлетнего царствования Эдди Лежёна. Кроме того, за две недели до начала сезона 1983 года Бюрга получил серьёзный перелом руки, впоследствии заметно повлиявший на его спортивные результаты. В 1984 году был проведен первый в истории «Триал Наций» (командный зачёт Чемпионата мира), и французы выигрывали его трижды подряд — с 1984 по 1986 год. В состав команды-победителя входил и Бюрга.
Помимо триалов, Жиль Бюрга принимал участие в Чемпионате Франции по мотокроссу и дважды стартовал в Ралли «Дакар» в классе мотоциклов (1980, 1987).

## После окончания карьеры
После окончания карьеры Бюрга принял руководство семейным бизнесом — дистрибуцией лотерейных билетов в регионе.
Жиль Бюрга женат, у него двое сыновей, Уильям и Джеймс. Также у него есть младшая сестра.

## Результаты выступлений в Чемпионате мира по мототриалу на открытом воздухе
| Год  | Мотоцикл | 1      | 2      | 3      | 4      | 5      | 6      | 7      | 8      | 9      | 10     | 11     | 12     | Место | Очки |
| ---- | -------- | ------ | ------ | ------ | ------ | ------ | ------ | ------ | ------ | ------ | ------ | ------ | ------ | ----- | ---- |
| 1980 | SWM      | IRL 19 | GBR    | BEL    | ESP 24 | AUT 16 | FRA 5  | SUI 8  | GER 7  | ITA 14 | FIN 22 | SWE 6  | CZE 20 | 11    | 18   |
| 1981 | SWM      | ESP 5  | BEL 5  | IRL 8  | GBR 4  | FRA 1  | ITA 2  | AUT 5  | USA 1  | FIN 2  | SWE 2  | CZE 1  | GER 2  | 1     | 122  |
| 1982 | Fantic   | ESP 3  | BEL 3  | GBR 4  | ITA 3  | FRA 1  | GER 5  | AUT 2  | CAN 5  | USA 2  | FIN 3  | SWE 2  | POL 1  | 3     | 126  |
| 1983 | Fantic   | ESP 3  | BEL 3  | GBR 2  | IRL 15 | USA 2  | FRA 6  | AUT 4  | ITA 3  | SUI 4  | FIN 8  | SWE 8  | GER 9  | 4     | 83   |
| 1984 | Fantic   | ESP 6  | BEL 6  | GBR 9  | IRL 6  | FRA 6  | GER 11 | USA    | CAN 15 | AUT 14 | ITA 11 | FIN 9  | SWE 12 | 9     | 71   |
| 1985 | Yamaha   | ESP 8  | BEL 7  | GBR 5  | IRL 4  | FRA 8  | USA 2  | AUT 5  | POL 4  | FIN 4  | SWE 11 | SUI 8  | GER 5  | 4     | 127  |
| 1986 | Yamaha   | BEL 11 | GBR 11 | IRL 10 | ESP 6  | FRA 7  | USA 11 | CAN 8  | GER 17 | AUT 10 | ITA 11 | SWE 14 | FIN 20 | 12    | 61   |
| 1987 | Aprilia  | ESP    | BEL 15 | GBR 17 | IRL 16 | GER 14 | FRA 8  | USA 10 | AUT 10 | ITA 21 | CZE 20 | SUI 20 | SWE 14 | 15    | 25   |

## Результаты выступлений в ралли «Дакар»
| Год  | Класс     | Техника       | Позиция в классе | Побед на спецучастках |
| ---- | --------- | ------------- | ---------------- | --------------------- |
| 1980 | Мотоциклы | Yamaha XT 500 | 12               | -                     |
| 1987 | Мотоциклы | BMW           | ?                | -                     |